# Dorstiana
Dorstiana é um gênero de traça pertencente à família Arctiidae.